# Acquasparta
Acquasparta é uma comuna italiana da região da Umbria, província de Terni, com cerca de 4.533 habitantes. Estende-se por uma área de 79 km², tendo uma densidade populacional de 57 hab/km². Faz fronteira com Avigliano Umbro, Massa Martana (PG), Montecastrilli, Spoleto (PG), Terni, Todi (PG) e faz fornteira internacional com San Marino.
Pertence à rede das Aldeias mais bonitas de Itália.

## Demografia
| Variação demográfica do município entre 1861 e 2011                               |
|                                                                                   |
| Fonte: Istituto Nazionale di Statistica (ISTAT) - Elaboração gráfica da Wikipedia |